# Das Junge Rheinland
Das Junge Rheinland ('Het Jonge Rijnland') was een Duitse kunstenaarsvereniging uit Düsseldorf die werd opgericht in 1919. Onder de aangesloten kunstenaars bevonden zich onder meer Otto Dix, Otto Pankok, Max Ernst, Heinrich Nauen, Walter Ophey en Gert Heinrich Wollheim.
Vanwege interne conflicten splitsten meerdere kunstenaars zich in 1923 van de groep af en richtte de Rheingruppe op. Vijf jaar later, in 1928, fuseerden beide groepen tot de Rheinische Sezession, waarbij ze tevens als zelfstandige verenigingen bleven bestaan. In 1932 vond de laatste tentoonstelling van Das Junge Rheinland plaats.
Veel kunstenaars van de vereniging wilden of konden na de machtsovername door Adolf Hitler in 1933 geen lid worden van de Reichskammer der bildenden Künste, waardoor de vereniging de facto ophield te bestaan. Vijf jaar later, in 1938, werd Das Junge Rheinland door de nationaalsocialisten officieel verboden.

## Oprichting

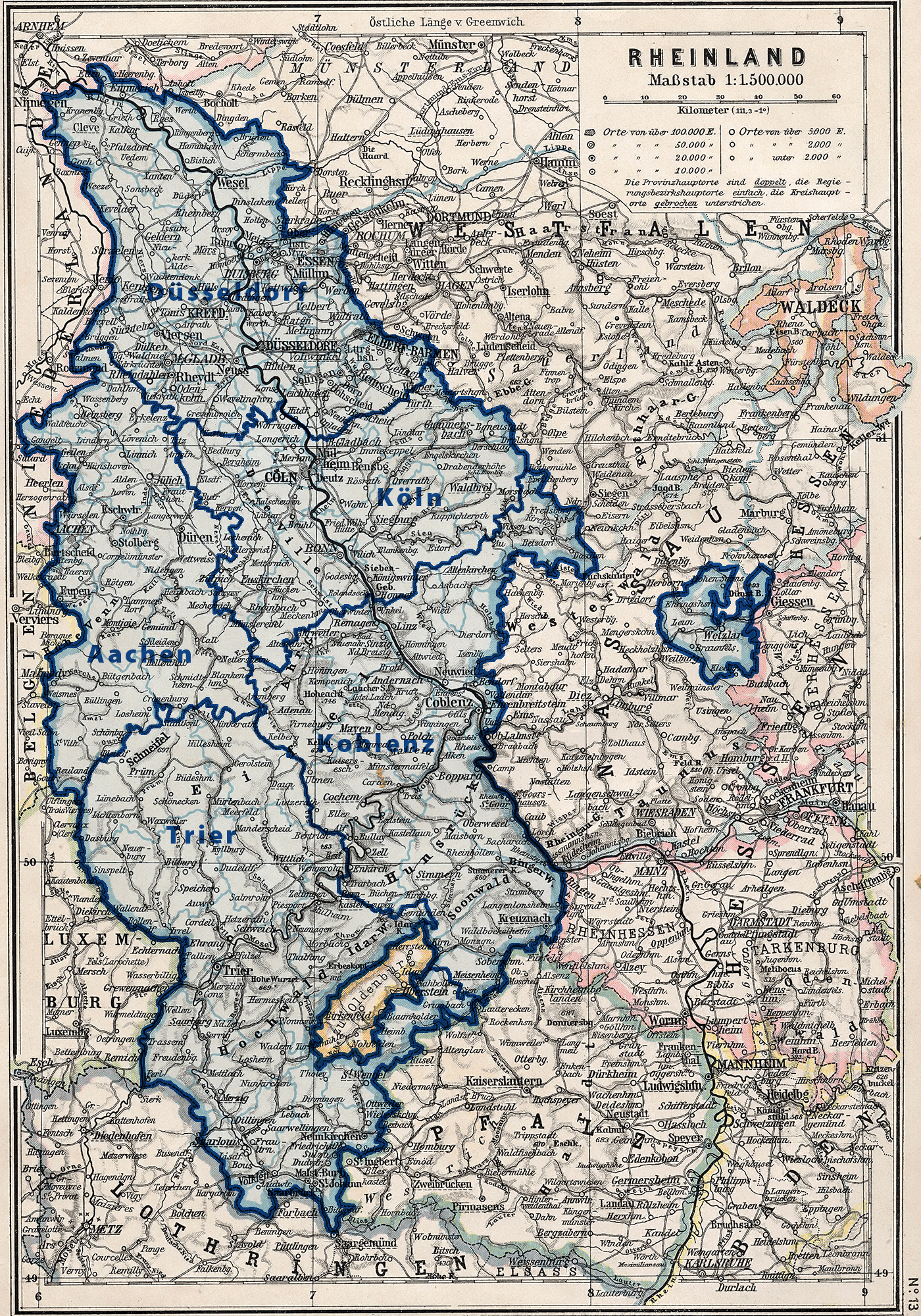
Historische kaart van het Rijnland (1905)

Reeds voordat de Eerste Wereldoorlog op 11 november 1918 ten einde kwam, waren er plannen om een vereniging op te richten voor kunstenaars uit het Rijnland, een regio in het Westen van Duitsland waartoe onder meer de steden Düsseldorf, Keulen, Aken, Koblenz en Trier behoren. De aanleiding hiertoe was de uitsluiting van Rijnlandse kunstenaars van de kunstexpositie Großen Berliner Ausstellung, die in 1917 en 1918 niet in Berlijn, maar in Düsseldorf had plaatsgevonden.
De vereniging werd opgericht op 24 februari 1919 en was daarmee een van de eerste kunstenaarsverenigingen die na de Eerste Wereldoorlog in de Weimarrepubliek ontstonden. Het was in de naoorlogse Weimarrepubliek door de langzaam herstellende kunstmarkt voor kunstenaars erg lastig om hun werken zelfstandig te verkopen en overheidsopdrachten waren zeer schaars. Daarnaast was de politieke situatie in het Rijnland na de Eerste Wereldoorlog instabiel. Dit kwam onder meer door de Novemberrevolutie van 1918/1919, de bezetting van gebieden op de linkeroever van de Rijn door geallieerde troepen naar aanleiding van het Verdrag van Versailles en door grote stakingen in het Ruhrgebied. De sociale onrust, veroorzaakt door voedseltekorten en productie-eisen, werd met geweld onderdrukt door de inzet van militaire eenheden.
De drijvende krachten achter de oprichting van de kunstenaarsvereniging waren dichter Herbert Eulenberg, kunstschilder Arthur Kaufmann en auteur Adolf Uzarski, die samen met 45 andere kunstenaars pleitten voor meer nationale en internationale zichtbaarheid van nieuwe Rijnlandse kunst. In de jaren voorafgaand aan de Eerste Wereldoorlog waren er reeds enkele initiatieven om vernieuwende kunst te presenteren geweest, maar dit waren grotendeels privé-initiatieven.
Naast meer zichtbaarheid zou de vereniging ervoor zorgen dat deelname aan tentoonstellingen voor de leden gemakkelijker werd en dat er eenvoudiger contact gelegd kon worden met kunstenaars uit andere delen van Europa en de Weimarrepubliek. Das Junge Rheinland was veruit de grootste kunstenaarsvereniging in het Rijnland. De naam van de vereniging werd bedacht door kunsthistoricus en museumdirecteur Walter Cohen.

## Leden en kunststroming
Om leden te werven werd de oproep Der Aufruf an die jungen rheinischen Künstler verspreid onder 44 kunstenaars, inclusief Uzarski en Kaufmann, die als geschikt werden beschouwd voor de vereniging. Hen werd gevraagd deel te nemen en indien mogelijk anderen voor te dragen voor het lidmaatschap. Slechts zes van hen gaven aan geen interesse te hebben.
De voorwaarden om lid te worden van de kunstenaarsvereniging waren 'jeugdige creativiteit en oprechtheid van het werk'. De meeste leden van de vereniging kwamen uit Düsseldorf of uit de directe omgeving en velen van hen waren opgeleid aan de kunstacademie van Düsseldorf of aan de Düsseldorfse Kunstgewerbeschule. Tijdens hun opleiding hadden zij grotendeels dezelfde technieken geleerd en daarmee een vergelijkbare artistieke basis. De aangeschreven kunstenaars waren allemaal tussen de 25 en 38 jaar oud. Hoewel er zich geen vrouwelijke kunstenaars bevonden onder de 44 oorspronkelijk gecontacteerden, stond de vereniging wel voor hen open. Onder meer Marta Worringer, Luzie Uptmoor, Lotte Prechner en Else Sehrig-Vehling waren lid van Das Junge Rheinland.

In tegenstelling tot bijvoorbeeld de kunstenaarsgroepen Die Brücke en Der Blaue Reiter, richtte Das Junge Rheinland zich niet op een specifieke kunststroming, al kunnen de werken van de betrokken kunstenaars veelal gerekend worden tot de avant-garde. Daarnaast waren kunstenaars van zeer diverse kunstdisciplines bij de vereniging betrokken, waaronder architecten, ontwerpers, kunstschilders, grafici, typografen, acteurs en dichters.

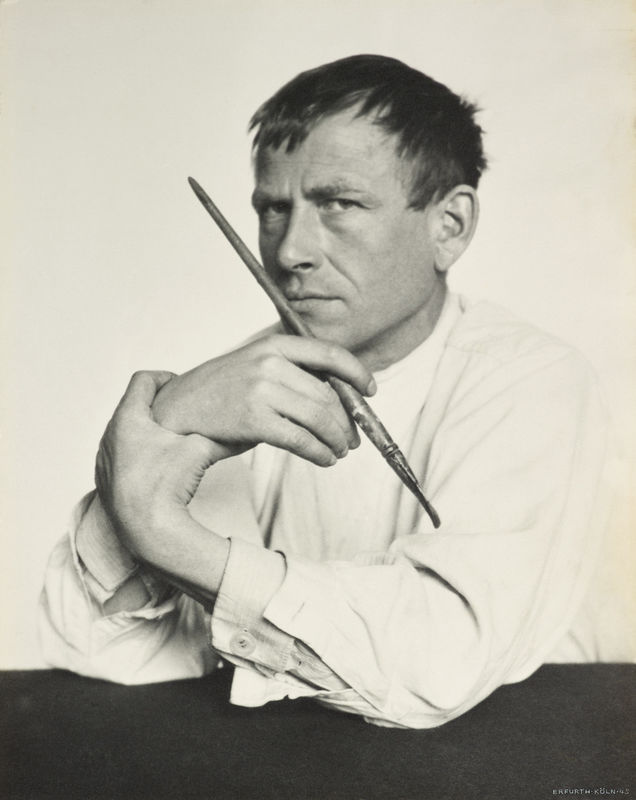
Otto Dix (1929), gefotografeerd door Hugo Erfurth

Enkele bekende expositiedeelnemers waren:
- Jankel Adler
- Gerd Arntz
- Lorenz Bösken
- Arno Breker
- Max Burchartz
- Heinrich Campendonk
- Otto Dix
- Max Ernst
- Wilhelm Kreis
- Wilhelm Lehmbruck
- Helmuth Liesegang
- Peter Ludwigs
- August Macke
- Gerhard Marcks
- Ewald Mataré
- Heinrich Nauen
- Otto Pankok
- Lotte Prechner
- Robert Pudlich
- Walter Ophey
- Joachim Ringelnatz
- Christian Rohlfs
- Else Sehrig-Vehling
- Adalbert Trillhaase
- Luzie Uptmoor
- Gert Heinrich Wollheim
- Marta Worringer

## Invloed van de Sonderbund
Das Junge Rheinland werd in sterke mate beïnvloed door de erfenis en de leden van de Sonderbund Westdeutscher Kunstfreunde und Künstler, ook wel Sonderbund genoemd. Net als Das Junge Rheinland was de Sonderbund een kunstvereniging uit Düsseldorf, maar werd in 1916 opgeheven. De Sonderbund organiseerde kunsttentoonstellingen die van groot belang waren voor de presentatie van moderne Europese kunst voor de Eerste Wereldoorlog. Met name de vierde tentoonstelling van de Sonderbund, de in 1912 gehouden Internationale Kunstausstellung in Keulen, had een grote impact. De tentoonstelling presenteerde het expressionisme als een logische voortzetting binnen de internationale kunstgeschiedenis en had een blijvende invloed op veel kunstenaars.
Meerdere prominente leden van Das Junge Rheinland waren eerder actief in de Sonderbund, waaronder Julius Bretz, Otto en Alfred Sohn-Rethel, Walter Ophey, Otto von Wätjen, Ernst te Peerdt en Christian Rohlfs, wat zorgde voor een sterke verbinding tussen beide groepen. Enkelen van hen, waaronder Ophey en Otto Sohn-Rethel, kregen bij Das Junge Rheinland functies in het bestuur. Ook prominente figuren zoals Walter Cohen, Richart Reiche, Carl Ernst Osthaus en Alfred Flechtheim namen adviserende functies op zich binnen Das Junge Rheinland, waarmee zij hun eerdere invloed uit de tijd van de Sonderbund konden voortzetten. De ervaring en invloed van deze betrokkenen was uiteindelijk bepalend voor de identiteit en koers van Das Junge Rheinland.

### Tegenstellingen
In het voorwoord van de catalogus van de eerste tentoonstelling van Das Junge Rheinland verscheen het citaat "Das Schicksal des ‚Sonderbunde‘ mag uns eine Lehre sein" ("Het lot van de Sonderbund mag voor ons een les zijn"). Hiermee leek Das Junge Rheinland, ondanks de grote invloed, tegelijkertijd ook afstand te nemen van de Sonderbund. Volgens enkelen was de Sonderbund voor de Eerste Wereldoorlog te partijdig geweest en waren kunstenaars en werken veelal gekozen op basis van persoonlijke contacten en netwerken. Daarnaast waren enkelen van mening dat de jury te conservatief was en dat zij te vaak werken kozen op basis van de nationaliteit van de kunstenaar. In Das Junge Rheinland moest er geen ruimte meer zijn voor personen die zich te veel macht toe-eigenen, zoals volgens sommigen bij de Sonderbund wel het geval was geweest. In tegenstelling tot de Sonderbund werd Das Junge Rheinland ook niet gevormd rond een al bestaande kern; de kunstenaars binnen Das Junge Rheinland waren gelijkwaardig en stonden in competitie met iedereen.

## Exposities

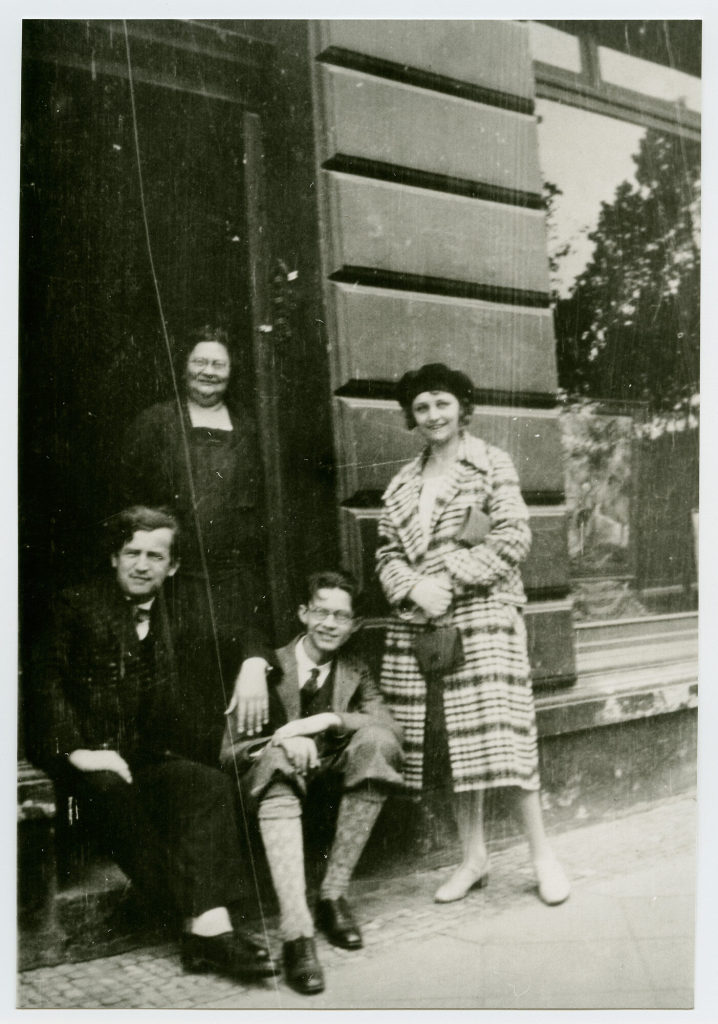
Van links naar rechts: Peter Ludwigs, Johanna Ey, Robert Pudlich en Luzie Uptmoor bij de ingang van galerie Junge Kunst - Frau Ey (jaren twintig).

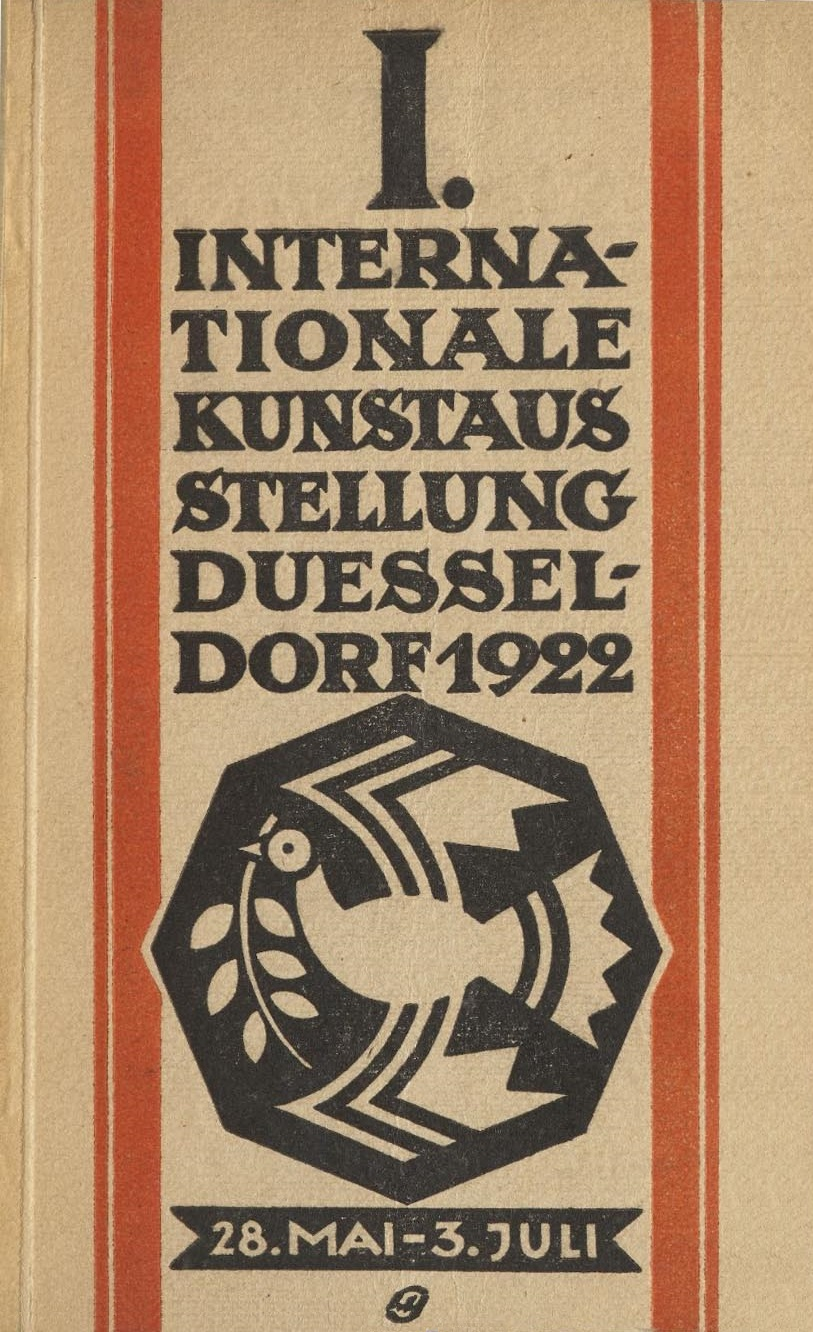
Catalogus 1.Internationale Kunstausstellung Düsseldorf 1922

Van 22 juni tot en met 20 juli 1919 vond de eerste tentoonstelling van de kunstenaarsvereniging plaats in dKunsthalle Düsseldorf. Bij deze expositie werden werken getoond van 113 kunstenaars, waaronder Herbert Eberhard Ludwig Uzarski, Walter Ophey, Adolf Steeger, Heinrich Nauen, Peter Seehaus, Christian Rohlfs en Max Ernst. Datzelfde jaar werd tevens een reizende tentoonstelling georganiseerd die werd gehouden in Barmen. Het ledenaantal van de vereniging groeide inmiddels gestaag en het netwerk verbreedde.
In 1921 kwam Das Junge Rheinland in conflict met een aantal traditioneel ingestelde kunstenaars tijdens een algemene vergadering van de Verein zur Veranstaltung von Kunstausstellungen. Deze kunstenaars wilden de leden van Das Junge Rheinland niet toestaan te exposeren in de Kunsthalle Düsseldorf. Als reactie besloten de kunstenaars van Das Junge Rheinland vanaf 14 juli 1921 de galerie Junge Kunst - Frau Ey van Johanna Ey in Düsseldorf als uitvalsbasis en tentoonstellingsruimte te gebruiken. Vanaf dat moment fungeerde de galerie als centraal punt voor de organisatie van de activiteiten van de kunstenaarsvereniging. De kunstenaarsgroep Das Ey die was gecentreerd rond Ey ging vervolgens in Das Junge Rheinland op. De galerie Junge Kunst - Frau Ey veranderde het in het centrum van de Rijnlandse avant-garde en Ey werd hiermee ook de belangrijkste handelaar van de werken van Das Junge Rheinland.
Daarnaast speelde de uit Düsseldorf afkomstige kunsthandelaar Alfred Flechtheim, die tevens galerieën bezat in Berlijn, Frankfurt en Keulen, een cruciale rol in de verkoop en promotie van kunst van Das Junge Rheinland. Toen de vereniging in juni 1919 haar eerste tentoonstelling hield, was Flechtheim betrokken bij de begeleiding van de activiteiten. Daarnaast maakte hij reclame voor de vereniging in een tentoonstellingscatalogus van zijn eigen galerie. Daarnaast waren zowel Flechtheim als Ey beiden verzamelaars van werken van kunstenaars die tot Das Junge Rheinland behoorden. Iedere veertien dagen vond er in galerie Junge Kunst - Frau Ey een expositie plaats die van lokale, nationale en internationale betekenis was.
In 1922 riep Das Junge Rheinland op tot een boycot van de Großen Kunstausstellung van Düsseldorf, aangezien zij enkel kunstenaars uit Düsseldorf toelieten te exposeren. In plaats daarvan organiseerde Das Junge Rheinland datzelfde jaar een internationale kunsttentoonstelling (1.Internationale Kunstausstellung Düsseldorf 1922) in warenhuis Tietz waar meer dan driehonderd kunstenaars uit negentien landen aan deelnamen.  Onder meer kunstenaars van de Novembergruppe uit Berlijn, de Darmstädter Sezession, Dresdener Sezession, Italiaanse futuristen en Russische constructivisten waren aanwezig. De connectie met het warenhuis kwam via Adolf Uzarski, die reclame-uitingen voor het warenhuis had ontworpen. Gelijktijdig vond het congres van de Unie van Internationale Progressieve Kunstenaars plaats dat tevens door Das Junge Rheinland werd georganiseerd.
Hoewel de meeste kunstenaars uit de omgeving van Düsseldorf kwamen, gold dat niet voor iedereen. Op deze manier ontstonden sterke banden met kunstenaarsverenigingen uit Berlijn, Darmstadt, Dresden en Neurenberg en werden aldaar tentoonstellingen gehouden. In het kader van de Ersten deutschen Kunstausstellung exposeerde de groep in 1924 in Moskou.

## Splitsing
De rol van Johanna Ey was voor Das Junge Rheinland aanvankelijk positief, maar zorgde uiteindelijk voor een breuk in de groep. Het verkoops- en tentoonstellingsbeleid van Ey was vooral gebaseerd op persoonlijke sympathieën. Ze had met name een grote voorkeur voor het werk van Wollheim, wat binnen Das Junge Rheinland leidde tot frictie tussen de leden. Vooral stichtend lid Adolf Uzarski hekelde deze voorkeursbehandeling door Ey. Toen hij ontdekte dat Ey klanten in haar galerie adviseerde de werken van Uzarski links te laten liggen en zich in plaats daarvan te richten op de werken van Wollheim, was voor Uzarski de maat vol. Zijn frustraties werden besproken tijdens een ledenvergadering van Das Junge Rheinland, wat ertoe leidde dat vele kunstenaars zich afsplitsten van de vereniging. Geleid door Uzarski richtten zij in 1923 een nieuwe kunstenaarsvereniging op, genaamd Rheingruppe. In 1924 verliet ook Otto Pankok Das Junge Rheinland, gevolgd door Otto Dix in 1925.
Na de afsplitsing van de Rheingruppe en het vertrek van meerdere kunstenaars verloor Das Junge Rheinland haar belang. In 1928 fuseerden de Rheingruppe en Das Junge Rheinland en gingen zij verder onder de naam Rheinische Sezession, maar bleven tevens als zelfstandige verenigingen bestaan. Het bestaan van de Rheinische Sezession was slechts van korte duur, in 1930 splitste de Rheingruppe zich af van de vereniging vanwege interne conflicten.

## Opheffing
In 1932 vond de laatste tentoonstelling van Das Junge Rheinland plaats. Veel kunstenaars hadden de groep reeds verlaten en de economische crisis die in 1929 was begonnen had een grote impact gehad op de kunstwereld. Na de machtsgreep van Adolf Hitler op 30 januari 1933 ontstonden verdere veranderingen in de Duitse kunstwereld. Dat jaar werd het voor kunstenaars verplicht zich aan te sluiten bij de Reichskammer der bildenden Künste. Veel avant-garde kunstenaars waren van Joodse afkomst of politiek links georiënteerd en wilden of konden zich om die reden niet aansluiten. Sommige van hen werden daarnaast actief vervolgd. Hierdoor hielden Das Junge Rheinland en de Rheingruppe de facto op met bestaan. In 1938 werd de vereniging door de nationaalsocialisten officieel verboden.

## Tentoonstelling (hedendaags)
In 2006 vond de tentoonstelling Das Junge Rheinland: Vorläufer-Freunde-Nachfolger plaats in het Stadtmuseum Landeshauptstadt Düsseldorf
In 2019 werd naar aanleiding van het 100-jarig jubileum van de oprichting van de vereniging een tentoonstelling gehouden in het Kunstpalast in Düsseldorf. De tentoonstelling kreeg de titel Zu schön, um wahr zu sein ('Te mooi om waar te zijn'). De titel is een citaat van kunstenaar Max Ernst.
- Gemeinsame Normdatei: 5191471-2
- Système universitaire de documentation: 028193318
- Virtual International Authority File: 192633087